# اف‌بی‌ای تایپ ۱۹
اف‌بی‌ای تایپ ۱۹ (به انگلیسی: FBA_19) یک هواگرد ملخ‌پیشین تک‌موتوره از نوع کشتی پرنده ساخت شرکت FBA است. هواگرد اف‌بی‌ای تایپ ۱۹ نخستین پروازش را در ۲۴ اوت ۱۹۲۴ میلادی انجام داد. در مجموع، تعداد ۱۰ فروند از این هواگرد ساخته شده‌است.